# Kwanghwana
Kwanghwana is een monotypisch geslacht van schimmels behorend tot de familie Phaeosphaeriaceae. Het bevat alleen Kwanghwana miscanthi. 